# Prix Max-Pol-Fouchet
Pour les articles homonymes, voir Max-Pol Fouchet et Fouchet.
Le prix Max-Pol-Fouchet est un ancien prix littéraire annuel de poésie créé par l'association L'Atelier imaginaire fondé par Guy Rouquet. Il vise à promouvoir un poète inconnu ou méconnu du grand public en éditant son recueil. Le choix est réalisé par un jury international de 23 membres. Le prix est décerné en octobre à Lourdes et le recueil primé est édité par Le Castor astral.
Il n'est plus décerné depuis 2012.

## Liste des lauréats
- 1982 : Creuser la soif, Geneviève d'Hoop
- 1983 : Sept branches, sept jours, Anne Rothschild
- 1984 : Le Cœur biseauté, Jean-Jacques Beylac
- 1985 : Le Don de l'été, Christiane Keller
- 1986 : Le feu gouverne, Éric Brogniet
- 1987 : La Nuit des Hespérides, Audrey Bernard
- 1988 : Les Mains nues, Michel Baglin
- 1989 : Justice du fruit, Alain Lemoigne
- 1990 : Lieux du tremble, Joëlle Abed
- 1991 : Pays géomètre, Françoise Lison-Leroy
- 1992 : La Vie pauvre, Dominique Sampiero
- 1993 : L'Âge de la parole, Jean-Loup Fontaine
- 1994 : Papier païs, Claude Brugeilles
- 1995 : Tout est cendre, Casimir Prat
- 1996 : Le For intérieur, Colette Nys-Mazure
- 1997 : Le Livre des transparences et des petites insoumissions, Christian Viguié
- 1998 : L'Ombre portée du marcheur, Bruno Berchoud
- 1998 : La Porte de Brandebourg, Pierre Rogissard-Seemann (prix spécial du jury)
- 1999 : Chemins de bord suivi de Visages mouvants, Jacqueline Saint-Jean
- 2000 : Fièvre blanche, Rémi Faye
- 2001 : La Liturgie des saisons, Philippe Mac Leod
- 2002 : Tributaires du vent, Régine Foloppe Ganne
- 2003 : La Gare levantine, Philippe Veyrunes
- 2004 : Une brûlure sur la joue, Jean-Luc Aribaud
- 2005 : La Lave et l'Obscur, Pierre Colin (prix spécial du jury)
- 2005 : Après le paysage, Franck Laurent
- 2006 : Le Bonheur ne dort que d'un œil, Lise Mathieu
- 2007 : Premiers dits du colibri, Stéphen Bertrand
- 2008 : Ciels de traîne, Adrien Montolieu
- 2009 : Ton monde est le mien, anthologie réunissant 39 poètes contemporains, dont quatre finalistes du concours de l'année (prix non attribué)
- 2010 : Le Temps court plus vite que moi, Josée Tripodi
- 2011 : Pavillon Verlaine : chambre 102, Sylviane Cernois